# NGC 80
NGC 80 es una galaxia lenticular localizada en la constelación de Andrómeda.
Los datos fotométricos de las bandas BV obtenidos en el telescopio de 6 m del Observatorio Astrofísico Especial se utilizan para analizar la estructura de 13 galaxias de gran disco en el grupo NGC 80. Nueve de las 13 galaxias en consideración están clasificadas como galaxias lenticulares. Las poblaciones estelares en las galaxias son muy diferentes, desde galaxias antiguas  a galaxias relativamente jóvenes.